# Elecciones presidenciales de Estados Unidos de 2024 en Míchigan
Las elecciones presidenciales de Estados Unidos de 2024 en Míchigan se llevaron a cabo el 5 de noviembre de 2024, como parte de las elecciones presidenciales de Estados Unidos de 2024. Los votantes eligieron a los 15 electores que los representarían en el Colegio Electoral mediante votación popular.
Un estado del Alto Medio Oeste en el Cinturón del Óxido, ningún candidato presidencial republicano ha ganado Míchigan con una mayoría desde George H. W. Bush en 1988, y el último republicano en ganar por dos dígitos fue Ronald Reagan en su aplastante victoria en 49 estados cuatro años antes. Míchigan se considera un estado indeciso crucial en 2024.
Míchigan es de color violeta a ligeramente azul, y los demócratas ocupan todos los cargos estatales desde 2019. Debido a la inclinación partidaria casi uniforme del estado y al estrecho margen por el que se decidió en 2016 y 2020, se consideraría que esta carrera sería un empate.

## Encuestas
| Fecha                 | Fuente                             | Muestra | Trump (R) | Biden (D) | Ventaja |
| --------------------- | ---------------------------------- | ------- | --------- | --------- | ------- |
| Fecha                 | Fuente                             | Muestra |           |           | Ventaja |
| 26 de junio de 2024   | EPIC-MRA                           | 600     | 49%       | 45%       | 4       |
| 20 de junio de 2024   | P2 Insights                        | 650     | 43%       | 40%       | 3       |
| 18 de junio de 2024   | Emerson College                    | 1000    | 44%       | 42%       | 2       |
| 18 de junio de 2024   | Emerson College                    | 1000    | 51%       | 49%       | 2       |
| 3 de junio de 2024    | Mitchell Research Communications   | 710     | 48%       | 47%       | 1       |
|                       |                                    |         |           |           |         |
| 31 de mayo de 2024    | Florida Atlantic University        | 636     | 46%       | 47%       | 1       |
| 21 de mayo de 2024    | Mitchell Research & Communications | 697     | 49%       | 47%       | 2       |
| 13 de mayo de 2024    | BSG                                | 606     | 47%       | 45%       | 2       |
| 12 de mayo de 2024    | Morning Consult                    | 704     | 47%       | 44%       | 3       |
| 9 de mayo de 2024     | The New York Times                 | 616     | 49%       | 42%       | 7       |
|                       |                                    |         |           |           |         |
| 29 de abril de 2024   | Emerson College                    | 1000    | 52%       | 48%       | 4       |
| 25 de abril de 2024   | YouGov                             | 1262    | 49%       | 51%       | 2       |
| 21 de abril de 2024   | Kaplan Strategies                  | 804     | 51%       | 36%       | 15      |
| 16 de abril de 2024   | Beacon Research                    | 1126    | 49%       | 46%       | 3       |
| 15 de abril de 2024   | Morning Consult                    | 708     | 45%       | 47%       | 2       |
| 11 de abril de 2024   | Marketing Resource Group           | 600     | 42%       | 36%       | 6       |
|                       |                                    |         |           |           |         |
| 30 de marzo de 2024   | Big Data Poll                      | 1218    | 52%       | 49%       | 3       |
| 28 de marzo de 2024   | Spry Strategies                    | 709     | 48%       | 44%       | 4       |
| 24 de marzo de 2024   | Fabrizio, Lee & Associates         | 600     | 48%       | 45%       | 3       |
| 19 de marzo de 2024   | Echelon Insights                   | 400     | 51%       | 45%       | 6       |
| 18 de marzo de 2024   | Emerson College                    | 1000    | 43%       | 41%       | 2       |
| 18 de marzo de 2024   | SSRS                               | 1097    | 50%       | 42%       | 8       |
| 17 de marzo de 2024   | Redfield & Wilton Strategies       | 616     | 41%       | 39%       | 2       |
| 16 de marzo de 2024   | Mitchell Research                  | 627     | 47%       | 44%       | 3       |
| 12 de marzo de 2024   | Quinnipiac University              | 1487    | 41%       | 36%       | 5       |
| 12 de marzo de 2024   | Morning Consult                    | 698     | 45%       | 45%       | -       |
|                       |                                    |         |           |           |         |
| 25 de febrero de 2024 | North Star Opinion                 | 600     | 43%       | 43%       | -       |
| 24 de febrero de 2024 | Emerson College                    | 1000    | 46%       | 44%       | 2       |
| 23 de febrero de 2024 | Kaplan Strategies                  | 1019    | 46%       | 36%       | 10      |
| 18 de febrero de 2024 | EPIC-MRA                           | 600     | 45%       | 41%       | 4       |
| 18 de febrero de 2024 | Morning Consult                    | 702     | 46%       | 44%       | 2       |
| 12 de febrero de 2024 | Beacon/Shaw & Company              | 1106    | 42%       | 37%       | 5       |
|                       |                                    |         |           |           |         |
| 23 de enero de 2024   | Focaldata                          | 933     | 43%       | 41%       | 2       |
| 21 de enero de 2024   | Morning Consult                    | 703     | 43%       | 37%       | 6       |
| 10 de enero de 2024   | Target Insyght                     | 800     | 41%       | 45%       | 4       |
| 6 de enero de 2024    | Glengariff Group                   | 600     | 47%       | 39%       | 8       |
| 4 de enero de 2024    | John Zogby Strategies              | 602     | 47%       | 44%       | 3       |

## Resultados

### Generales
| Partido                                   | Partido       | Candidato                        | Votos     | %     |
| ----------------------------------------- | ------------- | -------------------------------- | --------- | ----- |
|                                           | Republicano   | Donald Trump                     | 2,816,636 | 49.73 |
|                                           | Demócrata     | Kamala Harris                    | 2,736,533 | 48.31 |
|                                           | Verde         | Jill Stein                       | 44,607    | 0.79  |
|                                           | Ley Natural   | Robert F. Kennedy Jr. (retirado) | 26,785    | 0.47  |
|                                           | Libertario    | Chase Oliver                     | 22,440    | 0.40  |
|                                           | Independiente | Cornel West                      | 6,664     | 0.12  |
|                                           | Constitución  | Randall Terry                    | 6,509     | 0.11  |
|                                           | Independiente | Joseph Kishore                   | 2,330     | 0.04  |
| Escritos                                  | Escritos      | Escritos                         | 1,682     | 0.03  |
|                                           |               |                                  |           |       |
| Total                                     | Total         | Total                            | 5,664,186 | 100   |
| Participación                             | Participación | Participación                    | 5,706,503 | 67.25 |
| Registrados                               | Registrados   | Registrados                      | 8,486,036 |       |
|                                           |               |                                  |           |       |
| Fuente: Michigan Voter Information Center |               |                                  |           |       |

### Por condado
|                | Trump Republicano | Trump Republicano | Harris Demócrata | Harris Demócrata | Total   | Margen   | Margen |
| Condado        | Votos             | %                 | Votos            | %                | Total   | Votos    | %      |
| -------------- | ----------------- | ----------------- | ---------------- | ---------------- | ------- | -------- | ------ |
| Alcona         | 5,257             | 70.25             | 2,140            | 28.60            | 7,483   | 3,117    | 41.65  |
| Alger          | 3,116             | 59.24             | 2,075            | 39.45            | 5,260   | 1,041    | 19.79  |
| Allegan        | 45,206            | 62.86             | 25,637           | 35.65            | 71,913  | 19,569   | 27.21  |
| Alpena         | 10,967            | 63.71             | 6,038            | 35.08            | 17,213  | 4,929    | 28.63  |
| Antrim         | 10,341            | 61.25             | 6,330            | 37.49            | 16,883  | 4,011    | 23.76  |
| Arenac         | 6,379             | 69.65             | 2,662            | 29.07            | 9,158   | 3,717    | 40.58  |
| Baraga         | 2,779             | 64.15             | 1,488            | 34.35            | 4,332   | 1,291    | 29.80  |
| Barry          | 25,650            | 66.41             | 12,391           | 32.08            | 38,625  | 13,259   | 34.33  |
| Bay            | 34,792            | 56.72             | 25,767           | 42.01            | 61,338  | 9,025    | 14.71  |
| Benzie         | 6,895             | 53.67             | 5,780            | 44.99            | 12,846  | 1,115    | 8.68   |
| Berrien        | 44,975            | 53.23             | 38,323           | 45.36            | 84,488  | 6,652    | 7.87   |
| Branch         | 14,848            | 70.41             | 5,911            | 28.03            | 21,089  | 8,937    | 42.38  |
| Calhoun        | 38,606            | 56.36             | 28,988           | 42.32            | 68,505  | 9,618    | 14.04  |
| Cass           | 18,505            | 66.40             | 9,050            | 32.47            | 27,871  | 9,455    | 33.93  |
| Charlevoix     | 10,183            | 57.66             | 7,197            | 40.75            | 17,661  | 2,986    | 16.91  |
| Cheboygan      | 10,653            | 64.87             | 5,543            | 33.75            | 16,423  | 5,110    | 31.12  |
| Chippewa       | 11,249            | 61.25             | 6,796            | 37.01            | 18,365  | 4,453    | 24.24  |
| Clare          | 11,772            | 68.09             | 5,273            | 30.50            | 17,288  | 6,499    | 37.59  |
| Clinton        | 26,751            | 53.52             | 22,450           | 44.91            | 49,986  | 4,301    | 8.61   |
| Crawford       | 5,613             | 66.22             | 2,752            | 32.47            | 8,476   | 2,861    | 33.75  |
| Delta          | 14,109            | 64.50             | 7,462            | 34.11            | 21,874  | 6,647    | 30.39  |
| Dickinson      | 10,324            | 67.42             | 4,763            | 31.11            | 15,312  | 5,561    | 36.31  |
| Eaton          | 33,102            | 50.76             | 31,056           | 47.63            | 65,208  | 2,046    | 3.13   |
| Emmet          | 12,465            | 54.55             | 10,005           | 43.78            | 22,851  | 2,460    | 10.77  |
| Genesee        | 105,303           | 47.16             | 114,670          | 51.36            | 223,268 | -9,367   | -4.20  |
| Gladwin        | 10,809            | 69.79             | 4,501            | 29.06            | 15,488  | 6,308    | 40.73  |
| Gogebic        | 4,803             | 57.90             | 3,385            | 40.81            | 8,295   | 1,418    | 17.09  |
| Grand Traverse | 31,423            | 50.06             | 30,339           | 48.33            | 62,772  | 1,084    | 1.73   |
| Gratiot        | 12,894            | 64.96             | 6,682            | 33.67            | 19,848  | 6,212    | 31.29  |
| Hillsdale      | 18,631            | 75.04             | 5,875            | 23.66            | 24,828  | 12,756   | 51.38  |
| Houghton       | 11,181            | 57.71             | 7,881            | 40.68            | 19,374  | 3,300    | 17.03  |
| Huron          | 13,224            | 69.71             | 5,522            | 29.11            | 18,969  | 7,702    | 40.60  |
| Ingham         | 50,564            | 34.14             | 94,542           | 63.84            | 148,101 | -43,978  | -29.70 |
| Ionia          | 22,179            | 65.19             | 11,338           | 33.33            | 34,021  | 10,841   | 31.86  |
| Iosco          | 10,155            | 64.55             | 5,344            | 33.97            | 15,731  | 4,811    | 30.58  |
| Iron           | 4,501             | 64.05             | 2,441            | 34.74            | 7,027   | 2,060    | 29.31  |
| Isabella       | 16,320            | 52.93             | 14,011           | 45.44            | 30,835  | 2,309    | 7.49   |
| Jackson        | 50,199            | 59.88             | 32,348           | 38.59            | 83,827  | 17,851   | 21.29  |
| Kalamazoo      | 58,671            | 40.27             | 84,501           | 57.99            | 145,710 | -25,830  | -17.72 |
| Kalkaska       | 8,149             | 70.68             | 3,206            | 27.81            | 11,529  | 4,943    | 42.87  |
| Kent           | 172,720           | 46.46             | 192,668          | 51.82            | 371,771 | -19,948  | -5.36  |
| Keweenaw       | 896               | 55.62             | 690              | 42.83            | 1,611   | 206      | 12.79  |
| Lake           | 4,523             | 65.41             | 2,298            | 33.23            | 6,915   | 2,225    | 32.18  |
| Lapeer         | 38,398            | 69.26             | 16,338           | 29.47            | 55,439  | 22,060   | 39.79  |
| Leelanau       | 8,035             | 45.43             | 9,406            | 53.19            | 17,685  | -1,371   | -7.76  |
| Lenawee        | 33,463            | 60.82             | 20,787           | 37.78            | 55,016  | 12,676   | 23.04  |
| Livingston     | 81,217            | 61.32             | 49,503           | 37.38            | 132,448 | 31,714   | 23.94  |
| Luce           | 2,170             | 72.70             | 769              | 25.76            | 2,985   | 1,401    | 46.94  |
| Mackinac       | 4,476             | 61.84             | 2,675            | 36.96            | 7,238   | 1,801    | 24.88  |
| Macomb         | 284,660           | 55.91             | 214,977          | 42.22            | 509,152 | 69,683   | 13.69  |
| Manistee       | 8,748             | 57.19             | 6,309            | 41.25            | 15,296  | 2,439    | 15.94  |
| Marquette      | 17,459            | 44.76             | 20,866           | 53.49            | 39,009  | -3,407   | -8.73  |
| Mason          | 10,830            | 59.95             | 6,973            | 38.60            | 18,064  | 3,857    | 21.35  |
| Mecosta        | 14,445            | 64.23             | 7,688            | 34.19            | 22,489  | 6,757    | 30.04  |
| Menominee      | 8,647             | 66.21             | 4,256            | 32.59            | 13,060  | 4,391    | 33.62  |
| Midland        | 28,571            | 56.80             | 20,926           | 41.60            | 50,301  | 7,645    | 15.20  |
| Missaukee      | 7,066             | 77.21             | 1,945            | 21.25            | 9,152   | 5,121    | 55.96  |
| Monroe         | 57,405            | 62.84             | 32,622           | 35.71            | 91,356  | 24,783   | 27.13  |
| Montcalm       | 23,946            | 68.72             | 10,368           | 29.75            | 34,845  | 13,578   | 38.97  |
| Montmorency    | 4,599             | 71.96             | 1,702            | 26.63            | 6,391   | 2,897    | 45.33  |
| Muskegon       | 47,733            | 50.15             | 46,028           | 48.36            | 95,181  | 1,705    | 1.79   |
| Newaygo        | 20,630            | 70.65             | 8,131            | 27.84            | 29,201  | 12,499   | 42.81  |
| Oakland        | 337,791           | 43.75             | 419,519          | 54.34            | 772,020 | -81,728  | -10.59 |
| Oceana         | 9,547             | 64.20             | 5,085            | 34.20            | 14,870  | 4,462    | 30.00  |
| Ogemaw         | 8,879             | 70.35             | 3,578            | 28.35            | 12,622  | 5,301    | 42.00  |
| Ontonagon      | 2,479             | 64.54             | 1,313            | 34.18            | 3,841   | 1,166    | 30.36  |
| Osceola        | 9,639             | 73.11             | 3,326            | 25.23            | 13,184  | 6,313    | 47.88  |
| Oscoda         | 3,716             | 71.57             | 1,414            | 27.23            | 5,192   | 2,302    | 44.34  |
| Otsego         | 10,693            | 66.95             | 5,052            | 31.63            | 15,971  | 5,641    | 35.32  |
| Ottawa         | 106,133           | 59.46             | 69,653           | 39.02            | 178,507 | 36,480   | 20.44  |
| Presque Isle   | 5,568             | 63.71             | 3,036            | 34.74            | 8,739   | 2,532    | 28.97  |
| Roscommon      | 10,582            | 65.84             | 5,290            | 32.91            | 16,073  | 5,292    | 32.93  |
| Saginaw        | 52,912            | 50.95             | 49,515           | 47.68            | 103,846 | 3,397    | 3.27   |
| St. Clair      | 64,277            | 66.59             | 30,844           | 31.95            | 96,524  | 33,433   | 34.64  |
| St. Joseph     | 19,403            | 66.21             | 9,452            | 32.25            | 29,307  | 9,951    | 33.96  |
| Sanilac        | 17,080            | 73.18             | 5,957            | 25.52            | 23,339  | 11,123   | 47.66  |
| Schoolcraft    | 3,196             | 65.25             | 1,631            | 33.30            | 4,898   | 1,565    | 31.95  |
| Shiawassee     | 24,718            | 60.75             | 15,335           | 37.69            | 40,685  | 9,383    | 23.06  |
| Tuscola        | 21,764            | 70.85             | 8,562            | 27.87            | 30,717  | 13,202   | 42.98  |
| Van Buren      | 23,407            | 56.86             | 17,175           | 41.72            | 41,169  | 6,232    | 15.14  |
| Washtenaw      | 58,844            | 26.56             | 157,152          | 70.94            | 221,542 | -98,308  | -44.38 |
| Wayne          | 288,860           | 33.72             | 537,032          | 62.69            | 856,690 | -248,172 | -28.97 |
| Wexford        | 12,968            | 66.58             | 6,224            | 31.96            | 19,476  | 6,744    | 34.62  |

#### Volteados
| Condado  | Ciudad más grande | Pre-elección | Pre-elección | Post-elección | Post-elección | Margen |
| Condado  | Ciudad más grande | Partido      | Partido      | Partido       | Partido       | Margen |
| -------- | ----------------- | ------------ | ------------ | ------------- | ------------- | ------ |
| Muskegon | Muskegon          |              | Demócrata    |               | Republicano   | +1.79  |
| Saginaw  | Saginaw           |              | Demócrata    |               | Republicano   | +3.27  |

## Análisis
Esta fue la primera vez desde 1988 en que Míchigan votó más por los republicanos que su vecino Wisconsin, y la primera elección desde 1992 en que Míchigan no fue el estado con mayor inclinación demócrata de los tres estados clave del Cinturón del Óxido (incluidos Wisconsin y Pensilvania). La victoria de Trump lo convirtió en el primer candidato republicano en ganar Michigan dos veces desde que Ronald Reagan lo hiciera en 1980 y 1984. También ganó el estado por un margen mayor que en 2016.
Tras las elecciones de 2024, Michigan, Pensilvania y Wisconsin mantienen la racha activa más larga entre los estados en cuanto a votación por el candidato presidencial ganador, tras haberlo hecho en las últimas cinco elecciones presidenciales. Además, los tres estados han votado por el mismo candidato en nueve elecciones presidenciales consecutivas.